# Splendrillia turrita
Splendrillia turrita é uma espécie de gastrópode do gênero Splendrillia, pertencente a família Drilliidae.